# Eunoe eura
Eunoe eura är en ringmaskart som beskrevs av Chamberlin 1919. Eunoe eura ingår i släktet Eunoe och familjen Polynoidae. Inga underarter finns listade i Catalogue of Life.